# Karl Ludwig Giesecke
Carl Ludwig Giesecke (født 6. april 1761 i Augsburg, død 5. marts 1833 i Dublin) var en tysk skuespiller, forfatter og mineralog.
Han studerede naturvidenskab ved forskellige tyske universiteter, var 1790-1804 skuespiller i Wien, hvor han også skrev dramatiske værker (man mente tidligere, at han var den oprindelige forfatter til librettoen til operaen "Tryllefløjten"; dette anses nu som fejlagtigt).
I sommeren 1805 foretog han fra København en mineralogisk rejse til Færøerne og året efter påbegyndte han det vigtigste forehavende i sit liv, en mineralogisk rejse i Grønland, som på dette felt dengang var helt uudforsket. Rejsen blev gennemført på den Kongelige grønlandske Handelsdirektions bekostning, og varede i syv et halvt år (1806-13), delvis på grund af meget vanskelige samfærdselsforhold som følge af krigen mod England. Opholdet på Grønland blev af samme årsag besværligt, men ikke desto mindre lykkedes det Giesecke at undersøge hele den koloniserede del af vestkysten temmelig grundigt fra Kap Farvel til Upernavik.
Hovedresultaterne af denne rejse findes dels i den dagbog (på tysk), som han afleverede til den Grønlandske Handelsdirektion, og som først blev udgivet af Frederik Johnstrup længe efter hans død (Gieseckes mineralogiske Rejse i Grønland, 1878) og senere i Meddelelser om Grønland, 35, 1910. Heri indgår også en udførlig biografi og en bibliografi, dels i hans betydelige mineralogiske samlinger, som for størstedelens vedkommende befinder sig i København.
Da han rejste tilbage fra Grønland, opholdt Giesecke sig i Edinburgh, hvor en del af hans samlinger, der var blevet hjemsendt med et skib, som den britiske flåde kaprede, allerede havde fået videnskabelig opmærksomhed. År 1814 udnævntes han til professor i mineralogi i Dublin, et hverv, han beholdt til sin død, og hvor han hovedsageligt arbejdede på mineralogisk undersøgelse af det nordlige Irland. De samlinger, der var sendt til Danmark ordnede han under kortere ophold i København 1814 og 1817-18.

## Eksterne links
- Giesecke, Karl Ludwig i Nordisk familjebok (2. udgave, 1908)